# Priotomis golbachi
Priotomis golbachi är en stekelart som beskrevs av Porter 1972. Priotomis golbachi ingår i släktet Priotomis och familjen brokparasitsteklar. Inga underarter finns listade i Catalogue of Life.